# CD59
CD59 (англ. CD59 molecule (CD59 blood group)) – білок, який кодується однойменним геном, розташованим у людей на короткому плечі 11-ї хромосоми. Довжина поліпептидного ланцюга білка становить 128 амінокислот, а молекулярна маса — 14 177.
| 10         |  | 20         |  | 30         |  | 40         |  | 50         |
| ---------- |  | ---------- |  | ---------- |  | ---------- |  | ---------- |
| MGIQGGSVLF |  | GLLLVLAVFC |  | HSGHSLQCYN |  | CPNPTADCKT |  | AVNCSSDFDA |
| CLITKAGLQV |  | YNKCWKFEHC |  | NFNDVTTRLR |  | ENELTYYCCK |  | KDLCNFNEQL |
| ENGGTSLSEK |  | TVLLLVTPFL |  | AAAWSLHP   |  |            |  |            |

A: Аланін

C: Цистеїн

D: Аспарагінова кислота

E: Глутамінова кислота

F: Фенілаланін

G: Гліцин

H: Гістидин

I: Ізолейцин

K: Лізин

L: Лейцин

M: Метіонін

N: Аспарагін

P: Пролін

Q: Глутамін

R: Аргінін

S: Серин

T: Треонін

V: Валін

W: Триптофан

Локалізований у клітинній мембрані, мембрані.
Також секретований назовні.